# فيبيكي إنغلستاد
فيبيكي إنغلستاد هي طبيبة نرويجية، ولدت في 27 أبريل 1919 في ساندفيورد في النرويج، وتوفيت في 8 يوليو 2004.